# Водонапорная башня Сан-Николас
Водонапорная башня Сан-Николас — одна из первых водонапорных башен на острове Аруба. Круглая башня высотой 40 метров является самым высоким сооружением в Синт-Николасе и служит ориентиром. Сейчас же башня выполняет роль музея промышленности.

## История
Нехватка воды в начале 20 века привела к созданию в 1928 году земельного водоснабжения. В то время компания LWV отвечала за снабжение питьевой водой населения Арубы, Бонайре и Кюрасао.
В 1933 году на Арубе был введен в эксплуатацию первый аппарат для дистилляции морской воды, а центральная сеть трубопроводов была проложена в городских районах Ораньестад и Сан-Николас. Через короткое время давление в водопроводной сети стало слишком низким в течение основного времени использования. Поэтому в 1934 году было принято решение построить водонапорную башню. Водонапорная башня Сан-Николас была введена в эксплуатацию 14 августа 1939 года.
Резервуар для воды в верхней части здания объемом 400 м³ с высотой дна 25 метров над уровнем моря предназначен для поддержания постоянного давления в водопроводной сети. Благодаря своему центральному расположению, на углу улицы Бернардстраат, башня также служила офисом. Помимо офиса, склада и архива водопровода, в здании в разные годы отводилось место различным службам. Например, там были созданы: контора получателя, контора народонаселения, контора экзаменов по вождению, контора калибровки, контора телефонной связи и филиал Департамента труда и социальных дел. Поскольку со временем было добавлено больше домов, WEB построила большие водохранилища по всему острову. В конце концов, водонапорная башня потеряла свою роль в системе водоснабжения и была выведена из эксплуатации в 1990-х годах.

## Создание музея
Здание было передано Фонду памятников Арубы в 2003 году и в настоящее время признано частью культурного наследия Арубы. В 2012 году при финансировании Национального фонда реставрации через оборотный фонд и ссуды местного банка были начаты реставрационные и конверсионные работы на башне. В задней части башни установлена эллиптическая стеклянная лестница. Работа длилась 11 месяцев и стоила 2,2 миллиона флоринов. С 12 сентября 2016 года башня снова используется как музей.